# سونغ يونغ-جيل
سونغ يونغ-جيل هو سياسي كوري جنوبي، ولد في 21 مارس 1962 في غوهونغ ‏ في كوريا الجنوبية. نشط حزبياً في الحزب الديمقراطي الكوري.

## مناصب
- انتخب عضو الجمعية الوطنية الكورية الجنوبية  [لغات أخرى]‏ خلال فترته النيابية  [لغات أخرى]‏ (30 مايو 2000 – 29 مايو 2004).
- انتخب عضو الجمعية الوطنية الكورية الجنوبية  [لغات أخرى]‏ عن دائرة Gyeyang B [الإنجليزية]‏ خلال فترته النيابية  [لغات أخرى]‏ (30 مايو 2004 – 29 مايو 2008).
- انتخب عضو الجمعية الوطنية الكورية الجنوبية  [لغات أخرى]‏ عن دائرة Gyeyang B [الإنجليزية]‏ خلال فترته النيابية  [لغات أخرى]‏ (30 مايو 2008 – 26 أبريل 2010).
- في 2010 South Korean local elections [الإنجليزية]‏، انتخب Mayor of Incheon [الإنجليزية]‏ (1 يوليو 2010 – 30 يونيو 2014).
- انتخب عضو الجمعية الوطنية الكورية الجنوبية  [لغات أخرى]‏ عن دائرة Gyeyang B [الإنجليزية]‏ خلال فترته النيابية  [لغات أخرى]‏ (30 مايو 2016 – 29 مايو 2020).
- انتخب عضو الجمعية الوطنية الكورية الجنوبية  [لغات أخرى]‏ عن دائرة Gyeyang B [الإنجليزية]‏ خلال فترته النيابية  [لغات أخرى]‏ (30 مايو 2020 – ).